# سكوت شارف
سكوت شارف (بالإنجليزية: Scott Scharff)‏ هو لاعب كرة قدم أمريكية أمريكي، ولد في 7 فبراير 1982 في ويسكونسن رابيدز في الولايات المتحدة.

## وصلات خارجية
- سكوت شارف على موقع JustSportsStats.com (الإنجليزية)